# Boehmeria umbrosa
Boehmeria umbrosa là loài thực vật có hoa trong họ Tầm ma. Loài này được (Hand.-Mazz.) W.T.Wang mô tả khoa học đầu tiên năm 1981.